# Синдикалистская партия
Синдикалистская партия (исп. Partido Sindicalista, кат. Partit Sindicalista) — левая политическая партия в Испании синдикалистского толка, основанная одним из лидеров профцентра НКТ Анхелем Пестаньей в 1932 году. Пестанья создал партию в ответ на растущее влияние Иберийской федерации анархистов на Национальную конфедерацию труда.
В 1931 году Анхель Пестанья выпустил «Манифест тридцати» (Manifest dels Trenta). Целью было объединить рабочее движение в единую партию, которая предоставляла бы профсоюзам полную автономию, это и было главным отличием от ИСРП. Пестанья в процессе создания партии ориентировался на Независимую рабочую партию в Великобритании: достижение коммунизма через муниципальные, профсоюзные и кооперативные организации и их участие в работе парламента (своеобразная местная форма либертарного поссибилизма). В итоге Пестанью и другие подписавшие манифест (т.н. treintistas — «тридцатники») были исключены из НКТ.

## История

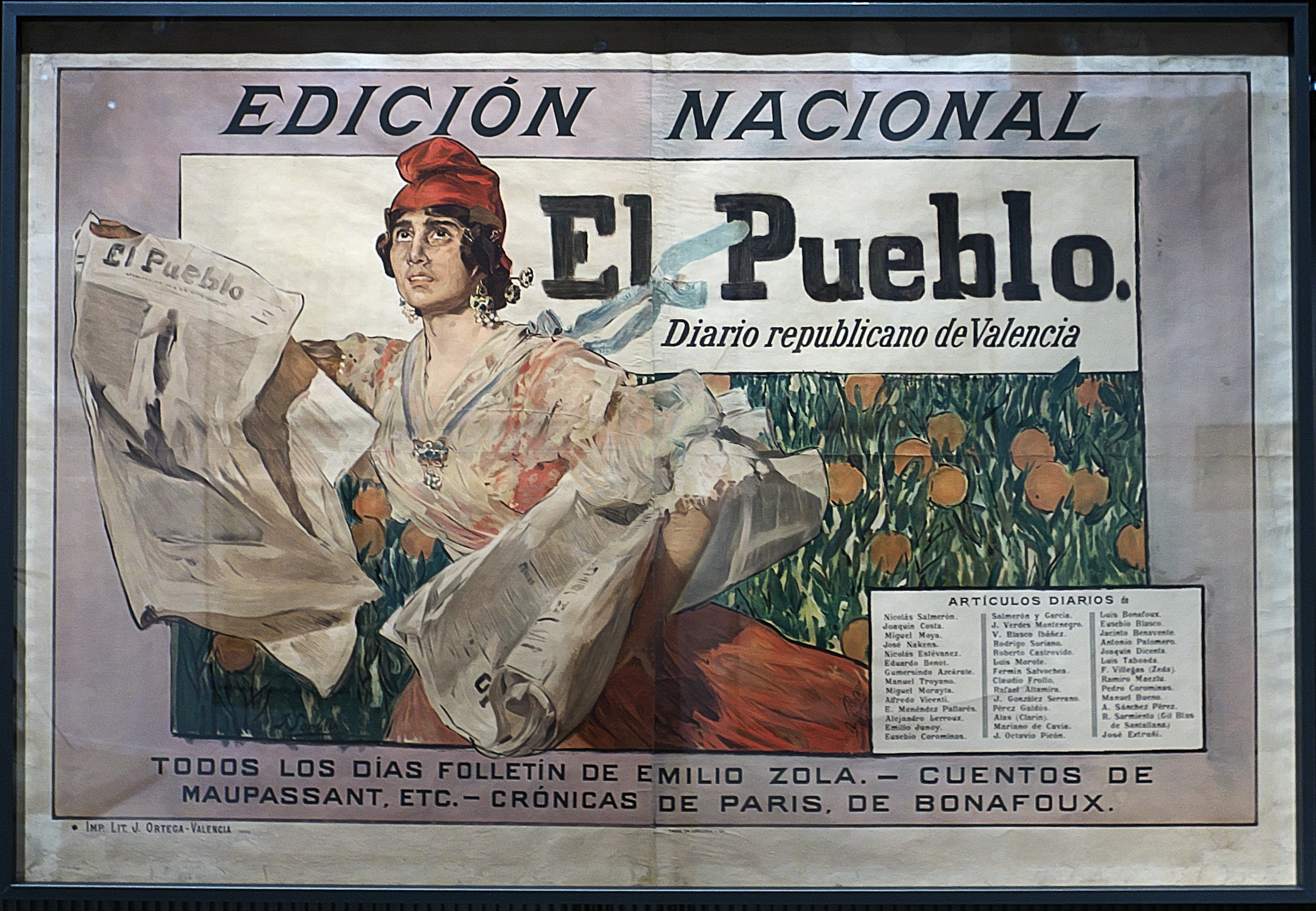
Газета «El Pueblo» с иллюстрацией знаменитого художника Хоакина Соролья

Будучи меньшинством, принятым обратно в НКТ только в мае 1936 года, партия была изолирована из-за её слишком умеренной позиции. Оппозиционные синдикаты, связанные с ней, откликнулись на призыв антисталинистского марксистского Рабоче-крестьянского блока (одного из предшественников Рабочей партии марксистского единства POUM) к созданию единого рабочего фронта всех профсоюзных групп и левых партий. Таким образом, 9 декабря 1933 года в Барселоне был создан Рабочий альянс (Alianza Obrera).
Партия напрямую зависела от ячеек в Мадриде, Андалусии, Сарагосе, Каталонии и Валенсии. В течение 1930-х годов ежедневно выходила газета «El Pueblo» (с исп. — «Народ») с умеренной республиканской позицией. Также публиковались газеты от Каталонской федерации партии «Hora Sindicalista» (с исп. — «Синдикалистский час») и «Mañana» (с исп. — «Утро», до января 1939 года). Молодёжным крылом партии была Синдикалистская молодёжь (Juventud Sindicalista). 

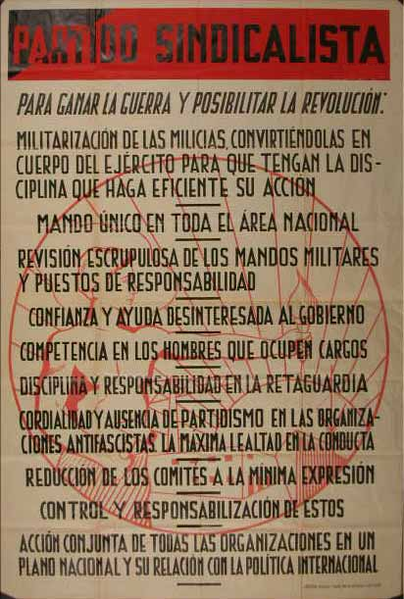
Агитплакат Синдикалистской партии

На парламентских выборах 1936 года в составе Народного фронта были избраны два члена партии, Пестанья и Бенито Пабон. Во время Гражданской войны в Испании партия активно поддерживала республиканцев. Секретарём партии был капитан артиллерии-республиканец Эдуардо Медрано Ривас. 
Партия распалась в декабре 1937 года в связи со смертью Анхеля Пестаньи, насчитывая 30 000 человек.

### Пересоздание
В 1974 году синдикалисты Испании создали партию с таким же названием, основываясь на традиции старой партии. К парламентским выборам 1977 года Синдикалистская партия вступила в электоральный союз («Кандидатура народного единства») со всё ещё подпольными Коммунистическим движением, Социалистическим движением и Коммунистической партией трудящихся. На выборах в 1979 году партия получила всего 0,05 % голосов избирателей. Распалась в 1985 году.